# Verdialona
Verdialona es una variedad cultivar de manzano (Malus domestica) Esta manzana es originaria de Asturias y es una de las 76 variedades de manzana que se incluyen en la D.O.P. Sidra de Asturias. Está cultivada en la colección de manzanos asturianos del SERIDA.

## Sinónimos
- "Manzana Verdialona".[4]

## Características
El manzano de la variedad Verdialona tiene un vigor medio. Silueta de la estructura de ramificación (sistema de formación en eje): 3 a 8. Tipo de fructificación: III.
Época de inicio de floración (promedio periodo 2005-2009): Intermedio a tardía, de principios de la tercera decena de abril; Longitud de sépalos es medianos (4-5 mm).
La variedad de manzana Verdialona tiene un fruto de diámetro pequeño a mediano (66-70 mm), altura 60 mm; relación altura-diámetro, intermedia (0,86-0,95); posición diámetro máximo hacia el pedúnculo; acostillado interior de la cubeta ocular es de débil a medio; coronamiento final del cáliz (o perfil de la cubeta) ligeramente ondulado a ondulado.
El fruto tiene predominio de forma globulosa troncónica.
Cavidad del pedúnculo de profunda a muy profunda, con la anchura de la cubeta peduncular de ancha a muy ancha, siendo la relación de la cubeta ocular-cubeta peduncular troncocónica. Cantidad de "russeting" (pardeamiento áspero superficial que presentan algunas variedades) en la cubeta peduncular es baja y algunos muy baja o media.
Pedúnculo muy corto (≤10 mm) a corto (11-15 mm). Con espesor del pedúnculo mediano.
Apertura de ojo es cerrado. Tamaño de ojo mediano. Profundidad de la cubeta ocular es de poco profunda a media y la anchura de la cubeta ocular es de media a estrecha. Coronamiento final del cáliz (perfil cubeta) ligeramente ondulado. y la cantidad de "russeting" en la cubeta ocular media.
La textura de la epidermis es lisa o algo rugosa, con estado ceroso de la epidermis ausente o débil a moderado, y la pruina de la epidermis ausente o débil; coloración de fondo Amarillo verdoso o amarillo blanquecino; Extensión de color de superficie es ausente o muy baja a baja, con una intensidad de color clara; tipo del color de superficie decoloradas. Siendo la cantidad de "russeting" en los laterales media.
Densidad de lenticelas es de numerosas a medianamente numerosas; siendo el tamaño de las lenticelas con predomini de medianas; con aureola sin aureola; con el color del núcleo de la lenticela marrón; Color del núcleo de la lenticela marrón; Color de la pulpa crema algo verdosa y apertura de lóculos (en corte transversal) abiertos o algo abiertos.
Maduración se produce de la segunda a tercera decena de noviembre.
Variedad de sabor dulce, se utiliza en la producción de sidra.

## Rendimientos de producción
Tiene una entrada en producción algo lenta. Alcanza un buen nivel productivo >30 t/ha. Nivel de alternancia bastante bajo.
Rendimiento en mosto (l/100 kg): 63,7 ± 3,4. Azúcares totales (g/l): 103,1 ± 8,0. Acidez total (g/l H2SO4): 2,7 ± 0,5. pH: 3,7 ± 0,3. Fenoles totales (g/l ac. Tánico): 0,8 ± 0,2. Grupo tecnológico: dulce.

## D.O.P.Sidra de Asturias
La Denominación de Origen Protegida (D.O.P.) sidra de Asturias se ha de elaborar exclusivamente con manzanas procedentes de parcelas asturianas inscritas en el “Consejo Regulador de la Denominación de Origen”, que es el organismo oficial que según el artículo 10 del reglamento (CEE 2081/92) acreditado para certificar que una sidra cumpla los requisitos establecidos en su reglamento para ser “Sidra de Asturias”.
En la actualidad (2018) cuenta con 31 lagares, 322 cosecheros y 843 hectáreas registradas y auditadas.

## Sensibilidades
Sensibilidad a hongos:
- Oidio: media a baja
- Momificado: muy baja
- Moteado muy baja
- Chancro del manzano baja.[9][5][8]